# Distichophyllum flaccidum
Distichophyllum flaccidum är en bladmossart som beskrevs av Mitten 1869. Distichophyllum flaccidum ingår i släktet Distichophyllum och familjen Hookeriaceae. Inga underarter finns listade i Catalogue of Life.